# Pablo Ilabaca
Pablo Ignacio llabaca González (Santiago, 25 de agosto de 1976), también conocido como K-V-Zon o Jaco Sánchez, es un compositor, productor e intérprete chileno. Fue también el compositor, productor vocalista, guitarrista y teclista de la banda de funk-rock chilena Chancho en Piedra, el cual integró con su hermano mayor Felipe Ilabaca, y sus amigos Eduardo Ibeas y Leonardo Corvalán. 
Es además productor y compositor de varias de las canciones más exitosas de la serie infantil 31 minutos, parte de la banda Pillanes y con su proyecto solista: Jaco Sánchez, y en 2021 estrenando su nuevo disco Canciones para conversar con la muerte bajo su propio nombre, con el cambio más radical en cuánto a estilo musical.

## Carrera musical

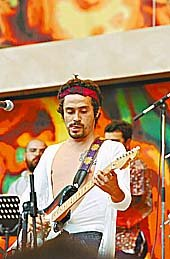
Pablo Ilabaca en 2012

Con Chancho en Piedra ha surcado una carrera en la que formó parte por 24 años de trayectoria tocando en distintos escenarios de Chile y América, siendo una de la agrupaciones musicales más queridas por el pueblo chileno. Lo demuestran toda su discografía y varios hitos en escena desde su recordado "Gran circo de los hermanos Chancho en Piedra" (1999), "7 al hilo" (2010) donde montaron en escena toda su extensa discografía en más de 12 horas de música.
Además de Chancho en Piedra y 31 minutos, en 2005 Pablo Ilabaca editó su primer disco solista llamado Jaco Sánchez y los Jaco, el cual se divide en dos lados, dos lados totalmente opuestos y representan la bipolaridad de Jaco Sánchez. Produjo el disco Dj Raff. El sencillo de este disco es "Que hacías anoche con él?", escrito por Álvaro Díaz de 31 minutos y musicalizado por Pablo Ilabaca.
En 2007 se reúnen músicos de Quilapayún, Inti-Illimani Histórico y Chancho en Piedra junto con Pato Pimienta para crear "Luis Advis, Cantata Rock Santa María de Iquique" agrupación que luego cambió el nombre a "Colectivo Cantata Rock" que Re versionaba la Cantata de Santa María de Iquique de Quilapayún, escrita por Luis Advis. lanzando en 2009 el disco nombrado como "De Luis Advis, Cantata Rock Santa María de Iquique".
A principios del 2008, Ilabaca estrenó su nuevo disco llamado "Femenino", con un sencillo llamado "Está todo conectado". Además, escribe y produce junto a Ángelo Pierattini la música para la película 31 minutos, la película.
En 2009 junto a su hermano Felipe Ilabaca crean junto a la productora "Solo por las niñas" el programa "Achú, musiexplorando con Alegría y Gracia", siendo estrenado en el canal TVN. Aquí interpreta a Eusebio Gracia y su hermano. Domingo Alegría 2 musiexplorandores que enseñan a los niños a "musiexplorar" hacer canciones con las aventuras vividas. Los hermanos Ilabaca produjeron, compusieron e interpretaron todas las canciones del show aparte de actuar en sus personajes. Ese mismo año, musicaliza la obra de Pato Pimienta "Lira 14" estrenada en el Teatro Camino y en 2010 musicaliza la obra de Coca Duarte "Ciencia Ficción" estrenada en el Teatro de la Universidad Católica. 
En 2013 sale al aire la 2.ª serie animada junto a Solo por las niñas llamada "Horacio y Los Plasticines" donde los Hermanos Ilabaca nuevamente están a cargo de la composición e interpretación de las canciones. También compone con Camilo Salinas la serie Bim Bam Bum para TVN.
En 2015 compone la música para la película Alma nuevamente junto con Camilo Salinas. En 2016 ambos musicalizaron la obra Romeo y Julieta de 31 minutos. También compusieron la música para la película Se busca novio para mi mujer del director Diego Rougier.
El 23 de marzo de 2018, tras 24 años de carrera, Pablo abandona Chancho en Piedra para enfocarse más en sus otros proyectos. En su reemplazo entró C-Funk de como reemplazo definitivo. Ese mismo año nace el supergrupo Pillanes, compuesto por Pablo junto con su hermano Felipe Ilabaca, los Hermanos Durán (ex Los Bunkers) y Pedropiedra.
En 2019 compone junto a su socio Camilo Salinas la serie animada Doggyworld o Mundo Perro para ZumbasticoStudios siendo comprada por Fox y Disney+
En 2019 y 2020 lanza dos EP llamados Sunshine (vol. 1 y 2), además de nuevo disco en vivo, con éxitos de Jaco Sánchez. 
A fines de 2020, Ilabaca compone e interpreta junto a una niña rapera de 15 años el tema "El llamado de la naturaleza", cuyo videoclip fue financiado con fondos públicos, por la Defensoría de la Niñez. Dicho video y particularmente su letra, han sido fuertemente denunciados por la Subsecretaria de la Niñez, parlamentarios y partidos políticos chilenos por incitación a la violencia, desobediencia civil, llamando a que los niños de Chile se unan a "la revolución" y la rebelión, "saltarse todos los torniquetes", como velado homenaje al inicio subversivo cometido por escolares chilenos, que dio inicio a la revuelta social de 2019. La publicación del videoclip, ha dado pie a una querella criminal, por incitación publica a la violencia a menores de edad, invocando la Ley de Seguridad del Estado contra los que resulten responsables.
En julio de 2021, lanza su primer disco solista, titulado Canciones para hablar con la muerte. Incluye instrumentales, una reversión de un tema de Chancho en Piedra y un cover del cantante italiano Piero.
Nuevamente junto a su socio Camilo Salinas, ambos compusieron la música de la serie Los Prisioneros, basada en la banda de rock chilena, y emitida vía Movistar+, estrenada en 2022. En el mismo 2022 ambos componen la música de la película Desconectados siendo la tercera película en trabajar junto a Diego Rougier.
A partir de 2022, se presenta junto a su hermano Felipe bajo el nombre de "Hermanos Ilabaca", realizando conciertos con canciones de todos los proyectos en los que han estado involucrados como Chancho en Piedra (enfocándose en interpretar lados B de la banda), 31 Minutos, Achú, Horacio y los Plasticines, Jaco Sánchez, etc. A fines de agosto de 2022, anuncian que estarían grabando un disco bajo esa formación. Dicho álbum se lanzaría el 1 de diciembre de 2023 con el nombre de "HI", contando con 11 canciones.

## Discografía

### Con Chancho En Piedra
- 1995: Peor es mascar lauchas
- 1997: La dieta del lagarto
- 1998: Ríndanse terrícolas
- 2000: Marca Chancho
- 2002: El tinto elemento
- 2005: Desde el Batiscafo
- 2009: Combo Show
- 2011: Otra cosa es con guitarra
- 2016: Funkybarítico, hedónico, fantástico

Álbumes recopilatorios
- 2007: Grandes éxitos de ayer y oink!
- 2008: Grandes videos de ayer y oink!

Álbumes en vivo
- 2004:  Chancho 6
- 2013:  La porcina comedia

### Con Jaco Sánchez
- 2005: Jaco Sánchez y los Jaco
- 2008: Femenino
- 2018: De sol a sol (single)
- 2019: Sunshine Vol.1(EP)
- 2020: Sunshine Vol.2(EP)
- 2020: Jaco Sánchez & His All-Stars

### Con 31 minutos
- 2003: 31 minutos
- 2004: 31 canciones de amor y una canción de Guaripolo
- 2005: Ratoncitos
- 2015: Arwrarwrirwrarwro
- 2019 y 2020: Varios sencillos de 31 minutos

### Con Pillanes
- 2018 Pillanes

### Como solista (Pablo Ilabaca)
- 2021: Canciones para conversar con la muerte

### Con Hermanos Ilabaca
- 2023: HI

### Otros Proyectos
- 2009: Achú, musiexplorando con alegría y gracia

- 2009: Colectivo cantata rock

- 2021: Dos porciones de sopa

## Premios
- Altazor, mejor disco Rock Pop por 31 minutos (2004)
- Altazor, mejor disco Rock Pop por Chancho en Piedra Chancho 6 (2005)

- Premio Presidente de la República a las artes musicales (2009)